# 世界館
世界館（せかいかん）は、大阪府大阪市港区波除にある小劇場。客席数は200席。

## 概略
エネルギー販売事業を行う株式会社丸井商会により2004年11月開設される。
2004年11月22日、NewOSK日本歌劇団の常設劇場「OSKカルチェラタン世界館」としてこけら落し。以来OSKの定期公演に使用され親しまれた。
その後、OSKは民事再生法適用、事業譲渡に伴い世界館から撤退。以降はあらゆるジャンルの舞台を始め、コンサート、プロレス・格闘技、テレビ番組収録、その他各種イベントに貸し出されている。

## アクセス
- 弁天町駅より徒歩7分